# Droit zambien
Le droit zambien est le droit appliqué en Zambie depuis l'indépendance du Royaume-Uni le 24 octobre 1964.

## Sources du droit

### Constitution
La Constitution est la loi suprême de la Zambie. Par conséquent, toute loi contraire doit être considéré, dans la mesure de son inconstitutionnalité, comme nulle.

### Droit international
La Zambie est de tradition dualiste et perçoit donc le droit international et interne comme deux systèmes légaux séparés. Le Parlement doit donc transposer le traité par l’adoption d'une loi pour qu'il puisse être appliqué par les juridictions interne.

### Législation
L'article 62 dispose que le pouvoir législatif est conféré au Parlement. Pour devenir une loi, un acte doit être promulgué par le Président.
L'article 6(1) de la Constitution dispose que les lois existantes avant l'entrée en vigueur de la Constitution reste, dans la mesure où elles sont conformes à la Constitution, en vigueur.

### Jurisprudence
La jurisprudence fait partie du droit zambien en ce que les décisions des cours supérieures sont contraignantes sur les juridictions inférieures. Les décisions des juridictions sud-africaines ont un effet persuasif et les juridictions zambienne y font référence dans leur décision. Les décisions des juridictions de même niveau peuvent aussi être cité pour leur valeur persuasive.
À l'inverse, les décisions des tribunaux de magistrats ne peuvent faire jurisprudence mais sont liées par celles de la Haute Cour et de la Cour suprême d'appel.

### Droit coutumier
Le droit coutumier des différentes communautés zambienne est aussi une source du droit.

### Doctrine
La doctrine a une autorité persuasive sur les juridictions.

## Organisation juridictionnelle
L'article 91 de la Constitution crée le système juridictionnel de la Zambie.

### Cour suprême
L'article 92(1) de la Constitution établit la Cour suprême. Il s'agit de la plus haute juridiction de l’État qui prend connaissance des appels en dernier ressort.

### Haute Cour
L'article 94(1) de la Constitution crée la Haute Cour qui a juridiction sur toutes les matières civiles et pénales (à l’exception des dispositions du Industrial and Labour Relations Act).

### Cours spécialisées

#### Tribunal des relations industrielles
Il est compétent pour les éléments prévus dans l’Industrial and Labour Relations Act.

#### Tribunaux locaux
Les tribunaux locaux jouent un rôle important dans le cadre du règlement des différends, et notamment dans le droit coutumier.

## Sources

## Compléments